# Die Schuld der Lavinia Morland
Die Schuld der Lavinia Morland er en tysk stumfilm fra 1920 af Joe May.

## Medvirkende
- Mia May som Lavinia Morland
- Albert Steinrück som John Morland
- Alfred Gerasch som Vicomte Gaston de Cardillac
- Paul Bildt som Harry Scott
- Loni Nest som Lavinias Kind
- Albert Patry som Dr. Harrison
- Otto Treptow som Diener
- Kitty Aschenbach
- Rosa Valetti